# Dieringhausen

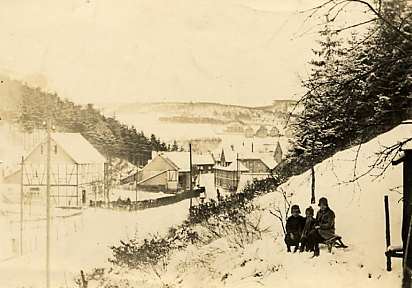
Im Hohl ca. 1927–1930

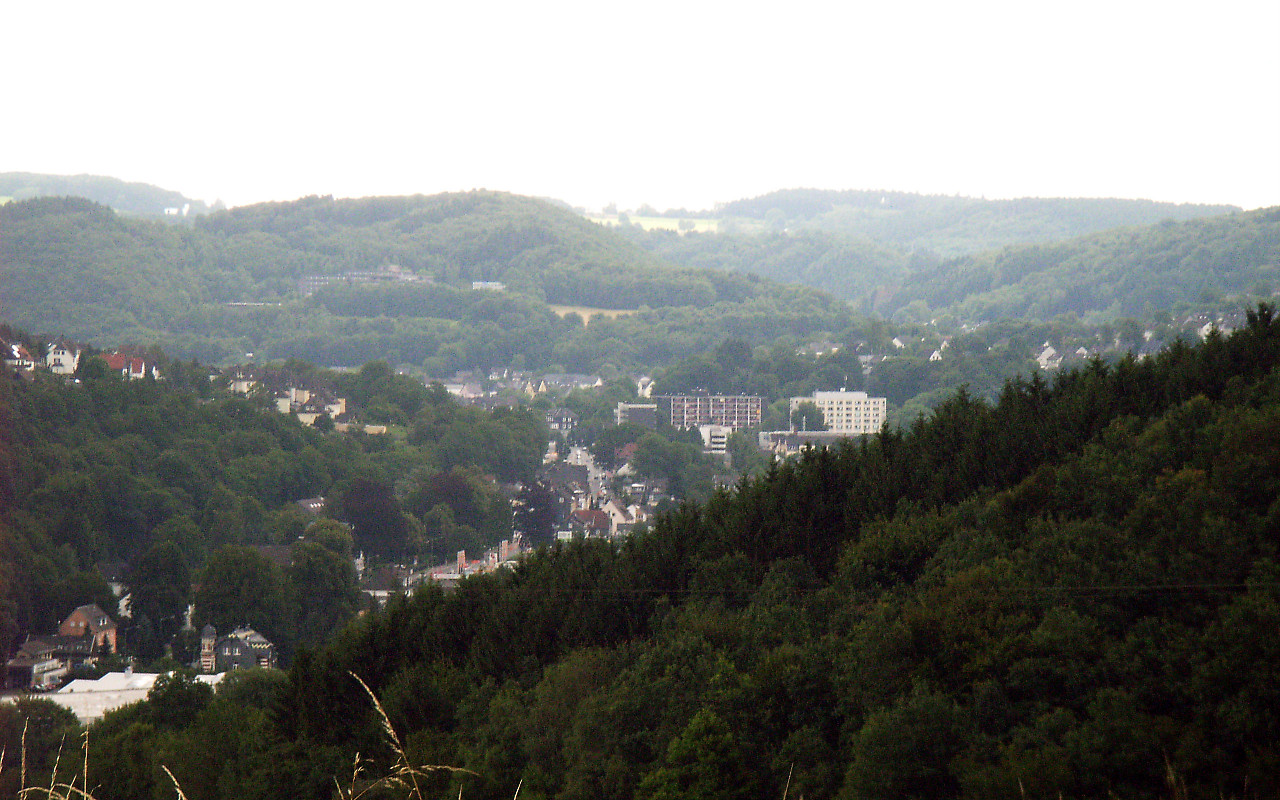
Ansicht von Südwesten bei Bünghausen

Dieringhausen (im örtlichen Dialekt Dierkesen) ist ein Stadtteil von Gummersbach im Oberbergischen Kreis, Regierungsbezirk Köln, Nordrhein-Westfalen (Deutschland) und ein typisches Eisenbahnerdorf.

## Geographie
Dieringhausen erstreckt sich von Ost nach West beiderseits der Agger. Im 20. Jahrhundert hat sich der Ort mit Neudieringhausen in bedeutendem Umfang auf den links (südlich) der Agger liegenden Hängen ausgebreitet. Der Ortsteil liegt knapp sieben Kilometer südwestlich des Stadtzentrums von Gummersbach.

## Geschichte
Funde belegen, dass sich schon in der Steinzeit Menschen in diesem Gebiet aufgehalten haben. Römische Tonscherben weisen bereits auf frühe Handelsströme hin. Etwa in den Jahren 600 bis 700 entstehen die ersten Siedlungen im heutigen Oberbergischen Land.
1483 ist das Jahr der dokumentierten Erstnennung des Ortes in der Schreibweise Dyrynchuß.
Die erste Aggerbrücke aus Bruchstein wurde 1830 erbaut. Eine erste Postanstalt wurde 1865 im Hause Schirp in Betrieb genommen und 1885 in das Haus Lohmar verlagert. Die Grundsteinlegung der Mühlentaler Spinnerei fand 1870 statt. Im Jahr 1887 arbeiteten 53 Mitarbeiter in dem Betrieb, 1914 waren es 520. Das Unternehmen wurde 1974 aufgegeben. Die erste Schule im Ort war die evangelische Schule aus dem Jahre 1882.
Der Bahnhof Gummersbach-Dieringhausen liegt seit 1887 an der Aggertalbahn, die einen Teil der Volme-Agger-Bahn von Köln nach Hagen über Overath – Gummersbach-Dieringhausen – Gummersbach – Marienheide – Meinerzhagen – Brügge (Westf.) bildet. Sie zweigt in Dieringhausen von der ursprünglichen, 1903 bis nach Olpe über Bergneustadt und Drolshagen fertiggestellten Aggertalbahn ab. Dieser Abschnitt wird seit 1997 nicht mehr befahren.
Der erste („alte“) Bahnhof wurde 1887 gebaut. Er wurde später als Güterbahnhof genutzt. Der heute noch genutzte Bahnhof wurde erst 1920 in Betrieb genommen. Im Jahr 1902 wurde ein erster Lokschuppen fertiggestellt, der 1906 durch eine Drehscheibe erweitert wurde.
Das ehemalige Bahnbetriebswerk in Dieringhausen wurde 1982 von der Bundesbahn aufgelöst und beherbergt seit 1985 das Eisenbahnmuseum Dieringhausen. Der Bahnhof Gummersbach-Dieringhausen war in der Vergangenheit wichtiger Knotenpunkt verschiedener, heute weitgehend stillgelegter Strecken im Eisenbahnnetz im Oberbergischen Land und nicht nur Endbahnhof vieler Fahrten, sondern auch wichtiger Durchgangsbahnhof von Eilzügen, zum Beispiel Köln – Olpe bzw. Hagen oder von Zügen von Wuppertal bis nach Waldbröl. Noch heute ist der Bahnhof betrieblich der wichtigste Bahnhof entlang der Aggertalbahn, da im Bahnhofsbereich nachts viele Züge abgestellt und dort auch betankt werden.

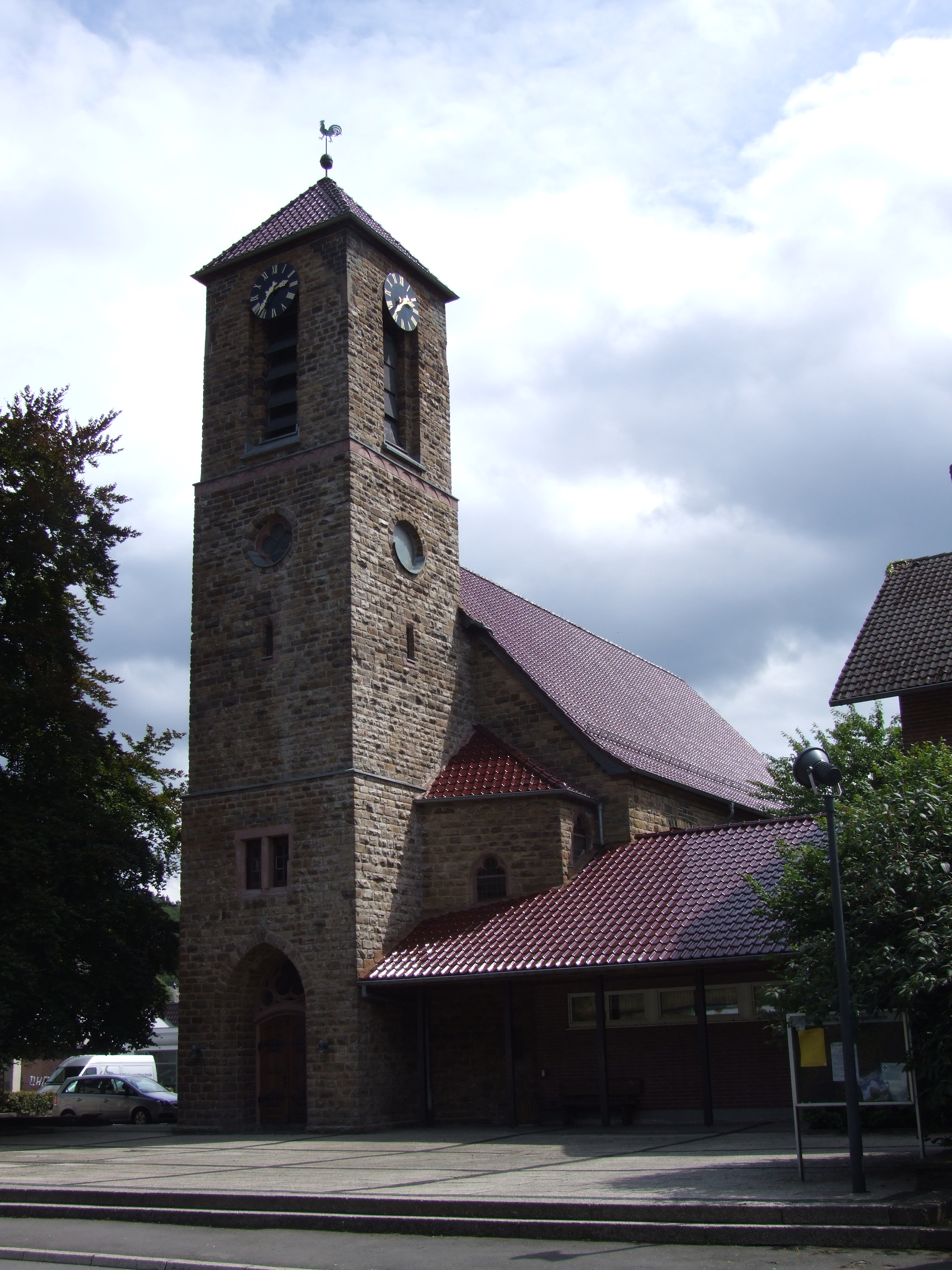
Evangelische Kirche Dieringhausen

Seine erste evangelische Kirche erhielt Dieringhausen 1890. Die erste katholische Kirche wurde als Notkirche 1898 erbaut und 1912 als reguläre Kirche neu gebaut. An gleicher Stelle wurde 1971 das heutige Kirchengebäude errichtet.
Im Jahr 1893 wurde eine Postfiliale im Ort in Betrieb genommen. Diese Filiale bestand bis 2008. Die Dampfziegelei Gbr. Funcke im Hohl wurde 1895 gebaut. Eine neue evangelische Schule wurde 1902 am alten Sportplatz gebaut. Ihr folgte 1911 die erste katholische Schule im Aggerraum. Der Aussichtsturm Ruine Meerhardtfels wurde 1908 auf dem Meerhardt fertiggestellt. Von 1913 bis 1920 wurde die „Schwindsuchttreppe“, eine steile Treppe mit 64 Stufen zur Besteigung des Hügels, angelegt. Die Treppe wurde 2003 restauriert.
Bis 1969 war Dieringhausen politisch den Städten Wiehl und Gummersbach zugeordnet. Die Grenze bildete die Agger. Heute gehört Dieringhausen komplett zur Stadt Gummersbach.
Am 25. Oktober 1974 fand die Einweihung der Berufsschule an der Ernst-Zimmermann-Straße statt. Dort findet sich noch heute das Berufskolleg Oberberg. Das Seniorenzentrums der Arbeiterwohlfahrt an der B 55 wurde 1975 eröffnet.

## Kultur

### Sehenswürdigkeiten
Auf dem Gelände des ehemaligen Bahnbetriebswerk befindet sich heute das Eisenbahnmuseum Dieringhausen. Mittelpunkt des Museums ist der historische Lokschuppen und die Drehscheibe. Im Bestand des Museums befinden sich elf Dampflokomotiven, neun Diesellokomotiven, eine Elektrolokomotive sowie eine Wagensammlung.
Auf der 291 Meter hohen Meerhardt befindet sich die als Aussichtsturm gebaute Künstliche Ruine Meerhardtfels. Der 1908 errichtete Turm bietet einen Ausblick auf Dieringhausen und das Aggertal.

### Regelmäßige Veranstaltungen
Jedes Jahr finden in Dieringhausen das Schützenfest und der Sankt-Martins-Zug statt.

## Infrastruktur und Wirtschaft

### Verkehr

#### Schienen- und Busverkehr

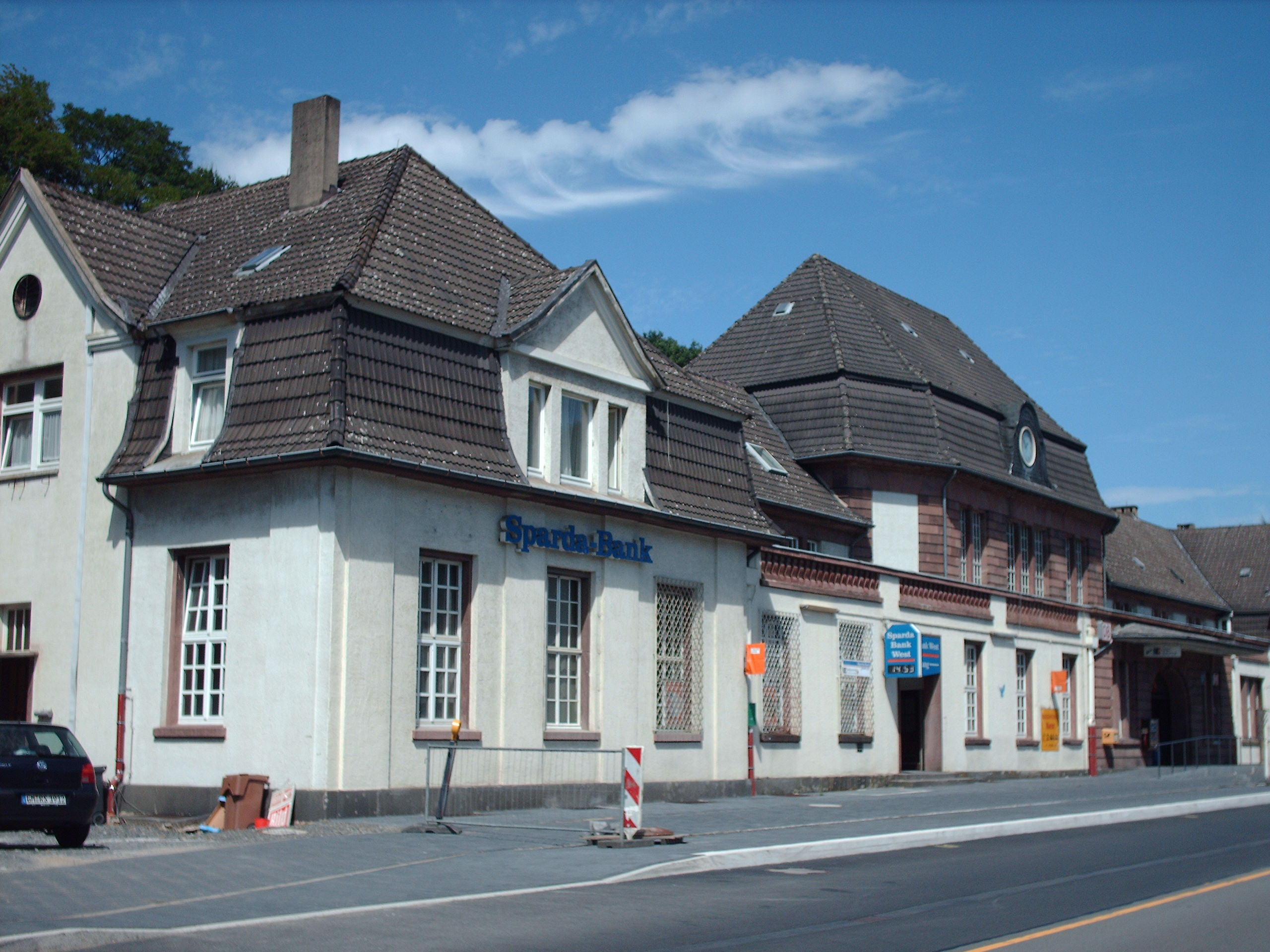
Bahnhof Gummersbach-Dieringhausen

| Linien | Laufweg                                                                        | Mo. – Fr. (Takt)                                                     | Sa. (Takt)   | So. (Takt)                                  |
| ------ | ------------------------------------------------------------------------------ | -------------------------------------------------------------------- | ------------ | ------------------------------------------- |
| RB 25  | Lüdenscheid – Gummersbach – Dieringhausen – Overath – Rösrath – Köln-Hansaring | 30 Min. (Köln – Gummersbach) 60 Min. (Ri. Lüdenscheid)               | 60 Min.      | 60 Min.                                     |
| 302    | Gummersbach – Dieringhausen – Wiehl – Nümbrecht – Waldbröl                     | 30 Min. (Ri. Gummersbach) 30 Min. (Ri. Wiehl) 60 Min. (Ri. Waldbröl) | 60 Min.      | 60 Min. (Ri. Wiehl) 120 Min. (Ri. Waldbröl) |
| 304    | Gummersbach – Dieringhausen – Bielstein – Wiehl – Denklingen – Morsbach        | 30 Min. (Ri. Gummersbach) 30 Min. (Ri. Wiehl) 60 Min. (Ri. Morsbach) | 120 Min.     | 120 Min.                                    |
| 306    | Gummersbach – Dieringhausen – Drespe – Wiehl                                   | 7 Fahrten (Ri. Wiehl) 10 Fahrten (Ri. Gummersbach)                   | 4 Fahrten    | kein Verkehr                                |
| 310    | Gummersbach – Dieringhausen – Engelskirchen -Overath                           | 30 Min.                                                              | 30–60 Min.   | 60 Min.                                     |
| 325    | Dieringhausen – Bomig – Wiehl                                                  | 10 Fahrten                                                           | kein Verkehr | kein Verkehr                                |
| 348    | Dieringhausen – Derschag                                                       | 7 Fahrten                                                            | kein Verkehr | kein Verkehr                                |
| 366    | Dieringhausen – Lobscheid – Strombach (-Gummersbach)                           | 60 Min.                                                              | 120 Min.     | kein Verkehr                                |

#### Straßen
Im Fernstraßenbereich ist Dieringhausen an die Bundesautobahn 4 (E 40) sowie die Bundesstraße 55 angebunden.

### Öffentliche Einrichtungen

#### Schulen und Bildungseinrichtungen
Auf dem Gebiet von Dieringhausen befindet sich die Regenbogenschule Grundschulverbund Gummersbach-Dieringhausen. Die einzigen weiterführenden Schulen sind das „Berufskolleg Dieringhausen für Ernährung, Sozialwesen und Technik“ mit gymnasialer Oberstufe (früher: Berufsschule Dieringhausen) und die Fachoberschule für Technik – Dieringhausen. Abgerundet wird das Schulangebot durch die 1991 gegründete Freie Waldorfschule Oberberg.
In Dieringhausen existierte bis 1989 eine zweite Gummersbacher Hauptschule (heute nur mehr in Strombach). Die Schule „Auf der Ente“ wurde aufgelöst.

#### Kirchliche Einrichtungen

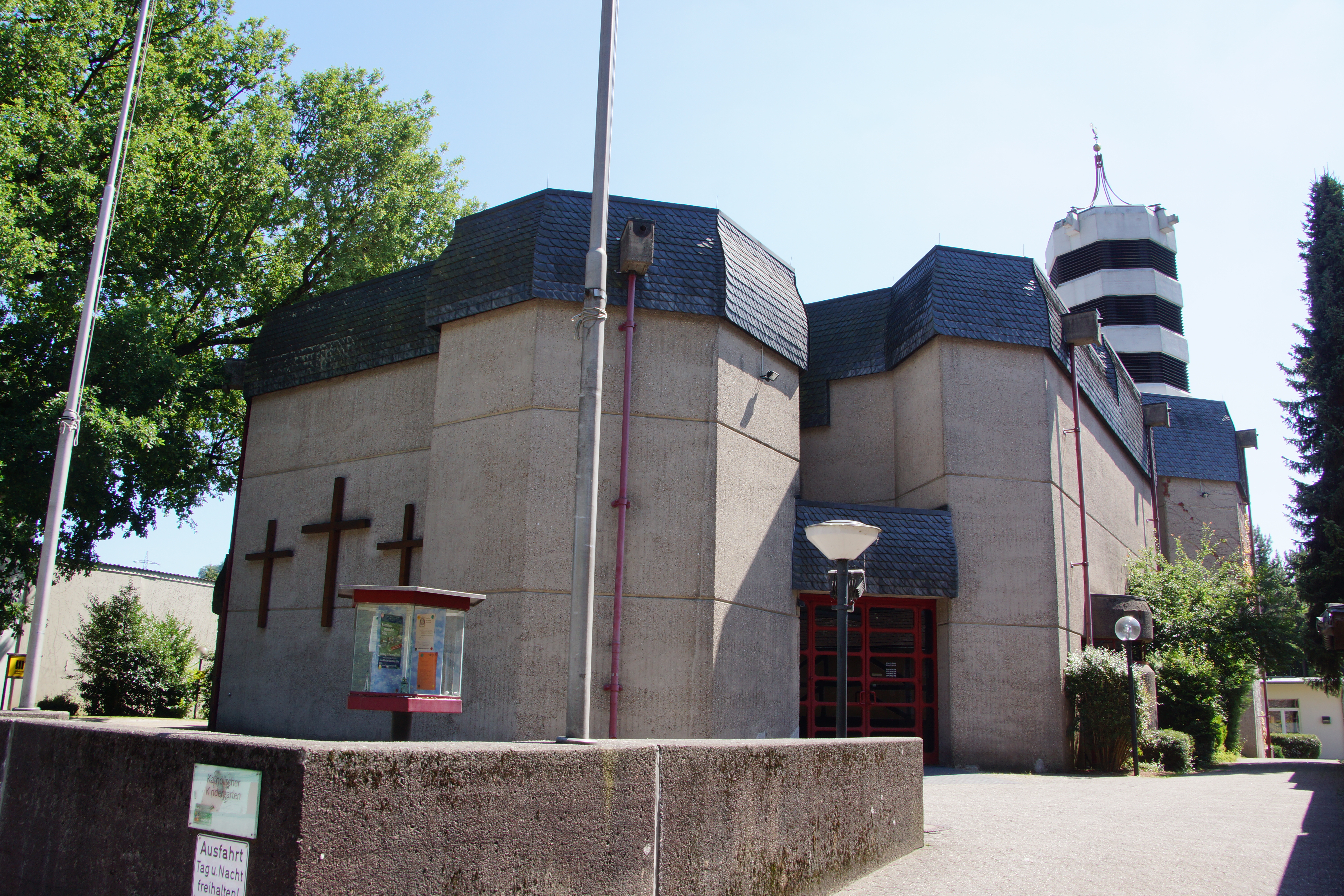
Katholische Herz-Jesu-Kirche Dieringhausen

Mehrere christliche Religionsgemeinschaften sind in Dieringhausen aktiv. Es gibt die Evangelische Gemeinde (Christuskirchengemeinde) Dieringhausen-Vollmerhausen-Niederseßmar, die katholische Kirchengemeinde und die freie evangelische Gemeinde Dieringhausen. Außerdem existieren die kirchlichen Einrichtungen CVJM Dieringhausen und Kolpingsfamilie Dieringhausen.

## Persönlichkeiten

### In Dieringhausen geboren
Persönlichkeiten, die im heutigen Ortsteil zur Welt kamen:
- Fritz Eschmann (1909–1997), SPD-Politiker
- Ernst Zimmermann (1885–1912), Heimatdichter (siehe auch: Fuul Äppel)

### In Dieringhausen gelebt
Persönlichkeiten, die im heutigen Ortsteil wichtige Jahre ihres Lebens verbracht haben:
- Manfred Molzberger (1936–2003), Deutscher Meister im Weitsprung